# Teal Bunbury
Teal Alexander Bunbury (Hamilton, 27 februari 1990) is een Canadees–Amerikaans profvoetballer die zowel als spits en als vleugelspeler uit de voeten kan. In 2014 verruilde hij Sporting Kansas City voor New England Revolution.

## Clubcarrière
Bunbury werd als vierde gekozen in de MLS SuperDraft 2010 door de Kansas City Wizards, het toenmalige Sporting Kansas City. Hij maakte zijn debuut debuut op 27 maart 2010 tegen D.C. United. Zijn eerste doelpunt voor de club maakte hij op 13 april 2010 in een U.S. Open Cup wedstrijd tegen Colorado Rapids. Zijn eerste MLS–doelpunt maakte hij op 14 juli 2010 tegen Columbus Crew. In zijn eerste seizoen bij de club speelde Bunbury in zesentwintig competitiewedstrijden waarin hij vijf doelpunten maakte en twee assists gaf. In december van 2010 ging Bunbury op stage bij Stoke City. Hij maakte daar in een reservewedstrijd tegen Wigan Athletic een doelpunt maar tot een overstap naar de club kwam het niet.
Op 19 februari 2014 werd Bunbury naar New England Revolution gestuurd.